# Manicongo

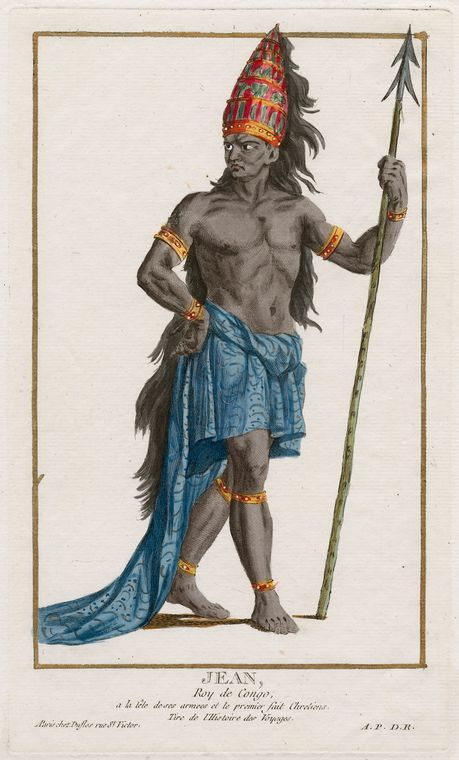
João I do Congo, nome adoptado por Anzinga a Ancua, primeiro manicongo a converter-se ao cristianismo c.1509, gravura de Pierre Duflos (1742-1816)

Manicongo ou Mwene Kongo era  o título dos governantes congos do Reino do Congo, um reino que existiu na África, entre o Século XIV e o Século XIX.

## Etimologia
O termo "Manicongo" é uma corruptela do termo em quicongo, Mwene Kongo (literalmente senhor do Congo). O termo wene refere-se tanto ao reino como um todo, quanto a cada uma das unidades territoriais que o integravam. Os senhores dessas wene eram chamados de "Mwene", sendo que o Manicongo era o Mwene mais poderoso do reino, reconhecido como líder ("ntinu") pelos portugueses, desde sua chegada, em 1483.
O Manicongo residia na cidade-capital do reino, Mabanza Congo, que passou a chamar-se São Salvador desde a conversão dos congos ao cristianismo católico. O manicongo nomeava os governadores das províncias e recolhia os impostos que estipulava. O Reino do Congo existia na região do baixo Congo, num território hoje pertencente a Angola e à República Democrática do Congo, e teve desde o século XV contactos intensos com os Portugueses, que chegaram a converter boa parte da população à religião católica.